# Charles Fisher
Charles Fisher (ur. 15 sierpnia 1808, zm. 8 grudnia 1880) – kanadyjski polityk liberalny II poł. XIX w., związany z prowincją Nowy Brunszwik. Fisher był uczestnikiem konferencji w Quebecu i szef pierwszego rządu w latach 1854-1861. Jeden z Ojców Konfederacji.
Fisher w 1837 po raz pierwszy został wybrany do zgromadzenia legislacyjnego (w którym służył w od 1838 do 1850 roku). W 1854 został premierem, jako lider partii reformatorskiej zwanej Smashers, jednocześnie obejmując tekę prokuratora generalnego. Fisher był aktywnym uczestnikiem konferencji w Quebecu oraz jednym z kanadyjskich delegatów na negocjacje w czasie konferencji londyńskiej. Był jednym z zasłużonych dla wprowadzenia Nowego Brunszwiku do Konfederacji.